# American Birth Control League
Die American Birth Control League (ABCL, dt. Amerikanische Liga für Geburtenkontrolle) war eine Organisation, die 1921 durch eine Reorganisation der 1916 gegründeten National Birth Control League entstand. Am 5. April 1922 wurde sie im Bundesstaat New York inkorporiert. Ihr Hauptquartier war in 104 Fifth Avenue, New York City. 1924 hatte sie bereits 27.500 Mitglieder und zehn Außenstellen in Pennsylvania, Ohio, Indiana, Michigan, Massachusetts, Connecticut, Colorado und British Columbia. 1942 wurde die ABCL reorganisiert und umbenannt in Planned Parenthood Federation of America.
1921 organisierte die ABCL die erste American-Birth-Control-Konferenz, die von 11. bis 18. November 1921 in New York City abgehalten wurde. Nachfolgende Konferenzen fanden über die nächsten zwei Jahre in Philadelphia, Cincinnati, Albany und Chicago statt. Außerdem veröffentlichte die ABCL Prospekte, Broschüren, Bücher und den monatlichen Newsletter Birth Control Review.
Als Präsidentin der Organisation amtierte Margaret Sanger, Vizepräsidenten waren Lewis L. Delafield und Juliet Barrett Rublee. Mitbegründer waren auch Lothrop Stoddard und C. C. Little.

## Ziele
In einem Statement gab die ABCL folgende Ziele an:
- Aufklärung und Beziehung aller Bereiche der amerikanischen Öffentlichkeit in den unterschiedlichen Aspekten der Gefahren einer unkontrollierten Fortpflanzung und der erforderlichen Notwendigkeit eines weltweiten Programms für Geburtenkontrolle (u. a. mit Hilfe unfreiwilliger Sterilisationen).
- Korrelation der Entdeckungen von Wissenschaftlern, Statistikern, Untersuchungsbeamten und Sozialbehörden in allen Bereichen
- Organisation und Leitung von Kliniken, in denen Mediziner Müttern und möglichen Müttern harmlose und zuverlässige Methoden zur Geburtenkontrolle vermitteln können
- Anwerbung der Unterstützung von Rechtsberatern, Staatsmännern und Gesetzgebern, um staatliche und bundesstaatliche Gesetze zur Verhinderung der Geburtenkontrolle zu beseitigen